# Katú Mirim
Katú Mirim est une rappeuse et activiste indigène du Brésil.

## Biographie
Un couple d'allochtones de São Paulo adopte un bébé de 11 mois abandonné par sa mère, qu'ils nomment Katia Rodrigues. Pendant son adolescence, Rodrigues intègre la scène rap, se livre à des batailles de freestyle et fait du breakdance. À partir de ses treize ans, elle rentre en contact avec son père biologique, du peuple bororo. Rodrigues commence sa carrière musicale en 2017 avec le single Aguyjevete.
En janvier 2018, une cérémonie au sein de la communauté mbyá (en) à Jaguara lui confère le nom de Katú Mirim. La même année, elle crée le hashtag #ÍndioNãoÉFantasia afin de dénoncer les déguisements d'Indiens comme des stéréotypes racistes. Il devient viral. En 2024, Mirim a 165 000 abonnés sur Instagram, où elle diffuse des messages de résistance autochtone en mêlant les esthétiques indigènes du Brésil, punk et rap. Cette même année, elle critique le port ostentatoire de bijoux en or dans la culture rap, car l'or est un métal lié historiquement à la colonisation de l'Amérique du Sud, et au XXIe siècle l'orpaillage cause des problèmes écologiques et sociaux aux communautés autochtones amazoniennes.